# Ауреліу ді Ліра Таваріс
Ауреліу ді Ліра Таваріс (порт. Aurélio de Lira Tavares; 7 листопада 1905 — 18 листопада 1998) — генерал бразильської армії.
Був одним із членів військової хунти 1969 року, що керувала країною в період з 31 серпня до 30 жовтня 1969 року, коли вступив на посаду Еміліу Гарастазу Медічі.